# Acianthera cremasta
Acianthera cremasta är en orkidéart som först beskrevs av Carlyle August Luer och José Portilla, och fick sitt nu gällande namn av Carlyle August Luer. Acianthera cremasta ingår i släktet Acianthera och familjen orkidéer.
Artens utbredningsområde är Ecuador. Inga underarter finns listade i Catalogue of Life.